# محمد بغلانی
محمد بغلانی (زادهٔ ۳۱ مرداد ۱۳۸۴) بازیکن تیم ملی بسکتبال زیر ۱۹ سال ایران و باشگاه بسکتبال مهرام می باشد.
وی به همراه تیم ملی بسکتبال ۳ نفره ایران در مسابقات کاپ آسیا فیبا در مالزی شرکت کرد.